# 斯溫縣 (北卡羅萊納州)
斯溫县（英語：Swain County）是美國北卡羅萊納州西南部的一個縣，西鄰田納西州。面積1,400平方公里。根据美國2000年人口普查，共有人口12,968人。縣治布賴森城（Bryson City）。
成立於1871年12月21日。縣名來源有三：一說為印第安人語言「回音」的意思；二為西班牙語「聖胡安」的誤寫；三為印第安語言「長而迂迴曲折的河流」的意思。